# Meromyza zachvatkini
Meromyza zachvatkini är en tvåvingeart som beskrevs av Lidia Ivanovna Fedoseeva 1960. Meromyza zachvatkini ingår i släktet Meromyza och familjen fritflugor. Inga underarter finns listade i Catalogue of Life.